# Vito Russo

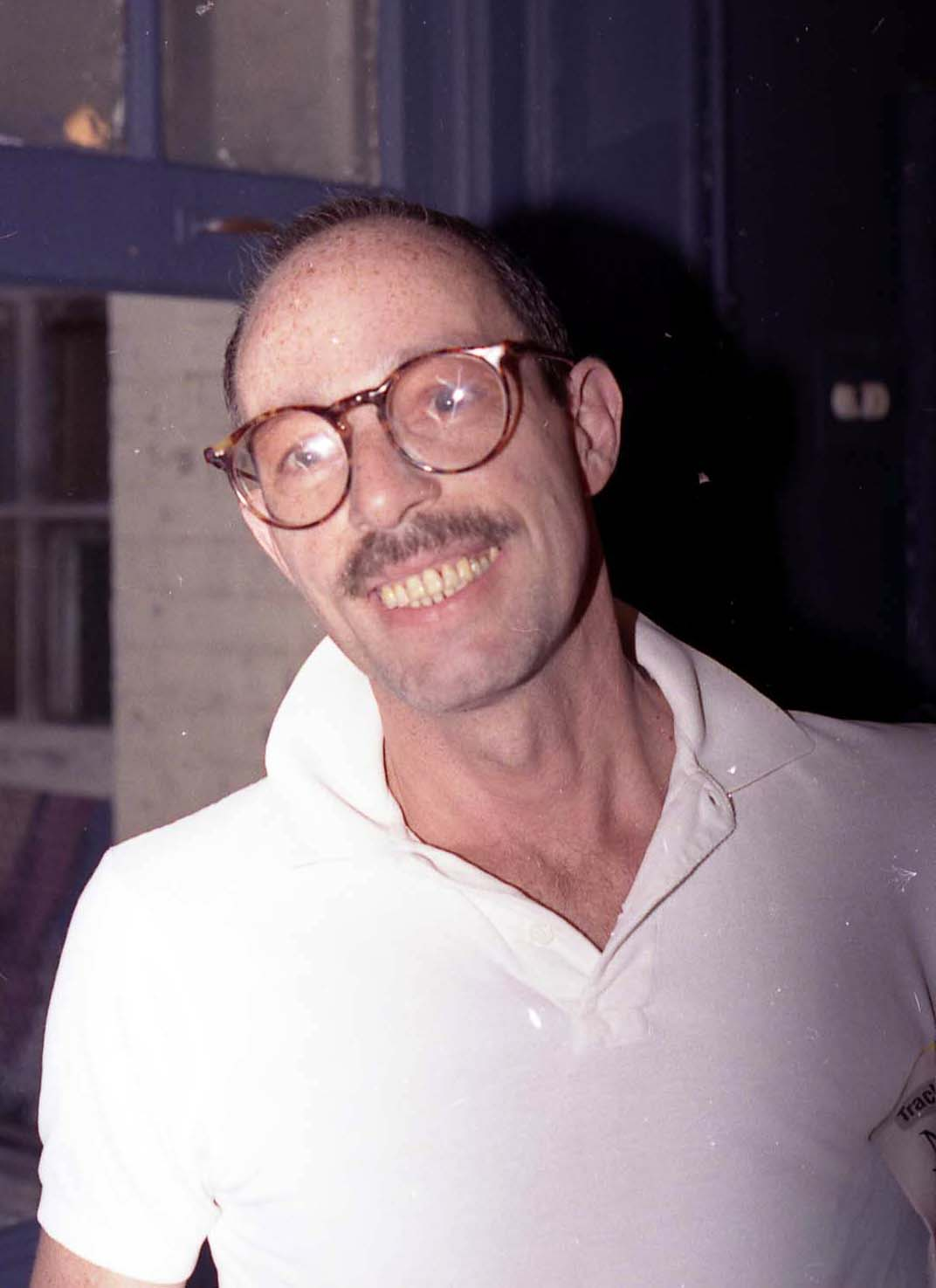
Vito Russo w 1989 r.

Vito Russo (ur. 11 lipca 1946 r.; zm. 7 listopada 1990 r.) – amerykański działacz LGBT oraz historyk filmu. Najbardziej znany z pracy The Celluloid Closet z 1981 o reprezentacji homoseksualności w amerykańskim filmie. Jest też jednym z założycieli amerykańskiej organizacji Gay and Lesbian Alliance Against Defamation, obecnie GLAAD, której celem jest zwalczanie retoryki anty-LGBT w mediach.

## Życie i praca
Vito Russo całe życie związany był z Nowym Jorkiem, tu urodził się w 1946 w dzielnicy East Harlem. Od 1969 do śmierci mieszkał przy 401 West 24th Street w Chelsea na Manhattanie. Pochodził z rodziny robotniczej o włoskich korzeniach.
W rok po zamieszkach w Stonewall w 1969, pod wpływem wydarzeń w barze Snake Pit, gdzie zginął młody mężczyzna, próbujący uciekać przed policją, Russo zaangażował się w działania Gay Activists Alliance oraz bardziej radykalnego Gay Liberation Front.
Po uzyskaniu tytułu licencjata na Uniwersytecie Fairleigh Dickson, studiował filmoznawstwo na Uniwersytecie Nowojorskim. W tym czasie współpracował zarówno z niezależnymi ośrodkami kultury gejowskiej, jak i z Muzeum of Modern Art. W swojej pracy badawczej zajmował się głównie kwestiami związanymi z reprezentacją osób nieheteronormatywnych w kinematografii.
W 1973 rozpoczął wieloletni projekt badawczy The Celluloid Closet, który później przybrał także formę książki. Russo zdawał sobie sprawę, że negatywny odbiór społeczny osób LGBT wynika z tego, w jaki sposób osoby nieheteronormatywne są prezentowane w mass-mediach, w szczególności w filmie. W tym czasie podróżował też po całym kraju, przedstawiając na uczelniach i małych kinach swój projekt w formie wykładu z fragmentami filmów. Była to opowieść o tym, jak geje i lesbijki przedstawiani są w amerykańskich i zagranicznych filmach.
W 1983 Russo napisał, wyprodukował i współprowadził serię programów poświęconych społeczności LGBT Nasz czas dla publicznej telewizji WNYC-TV.
W 1985 na fali gniewu po jednej z publikacji tabloidu New York Post razem z kilkoma innymi osobami założył Gay and Lesbian Alliance Against Defamation (GLAAD), organizację strażniczą, która miała monitorować media głównego nurtu pod kątem sposobu prezentacji treści odnoszących się do społeczności LGBT. W tym czasie Russo aktywnie angażował się także w działania grupy ACT UP, próbującej ograniczyć skutki pandemii AIDS, która dziesiątkowała wówczas społeczność gejowską. W 1989 Russo wystąpił w nagrodzonym Oscarem dokumencie Common Threads: Stories from the Quilt, opowiadając o życiu i śmierci swojego partnera Jeffreya Sevcika.

## Śmierć i dziedzictwo
Russo sam też był zarażony HIV, który zdiagnozowano u niego w 1985. Zmarł na powikłania związane z AIDS w 1990.
Jego dzieło zostało pośmiertnie przeniesione na medium filmowe w 1996 jako film dokumentalny The Celluloid Closet, którego reżyserami byli Rob Epstein i Jeffrey Friedman, a narratorką Lily Tomlin. Rękopisy i notatki Russo są przechowywane przez New York Public Library.
Od 2013 GLAAD publikuje corocznie raport na temat wizerunku osób LGBT w filmach (Studio Responsibility Index), w ramach którego przeprowadza Vito Russo Test. Kryteria testu mają pomóc filmowcom w tworzeniu bardziej zróżnicowanych i wielowymiarowych postaci filmowych i służy jako barometr reprezentacji osób LGBT w filmach. Test zawiera 3 kryteria:
1. Film przedstawia postać, którą można zidentyfikować jako lesbijkę, geja, osobę biseksualną lub osobę transpłciową (LGBT).
2. Postać ta nie może być tylko lub głównie definiowana przez jej orientację seksualną lub tożsamość płciową.
3. Postać LGBT musi być powiązana z fabułą filmu w taki sposób, że jej usunięcie miałoby znaczący wpływ na przebieg fabuły, co oznacza, że postacie LGBT nie są tylko po to, aby dodać kolorytu czy autentyczności lub (być może najczęściej) utworzyć puentę. Postać musi mieć znaczenie[4].